# 华山街道 (昆明市)
华山街道是中国云南省昆明市五华区下辖的一个街道，地处昆明市区中心地带，辖区东起盘龙江，西至建设路，沿东风西路至小西门，南起人民中路，北转华山西路，沿华山南路、华山东路、平政街至圆通街，北至昆石铁路。面积3.98平方公里，人口约20万人。辖区内有辖区内有云南省人民政府、五华区人民政府、翠湖宾馆、云南大学、云南师范大学、云南民族大学、云南省图书馆、云南省科技馆等众多政府机构及教育、文化、艺术单位。辖区内集中了翠湖公园、圆通禅寺、昆明动物园、云南陆军讲武堂、闻一多故居、李公朴殉难处、袁嘉谷故居、朱德旧居等风景名胜古迹及历史文化遗址。沿翠湖周边形成了以餐饮、茶艺、休闲娱乐为主的昆明市最大的休闲文化商业圈。依托周边高校优势形成了以圆西电子市场为核心的云南省最大的IT产品集散地，是昆明市中央商务区的重要组成部份。

## 历史
华山街道因五华山而得名。 1956年成立，原称华山东路街道办事处。1958年与武成、北门街道合并为华山人民公社。1969年又与北门街道办事处合并为华山地区革命委员会。1974年撤销革委会，恢复原建制。 2004年，武成、北门街道办事处并入。

## 行政区划
华山街道共辖10个社区：
翠湖西路社区、水晶宫社区、五华山社区、北门社区、翠湖社区、圆通西社区、云南大学社区、圆通社区、云南师范大学社区和文林社区。